# Amanda (dikt)
Amanda är en dikt av Erik Johan Stagnelius, liksom namnet på hans så kallade sångmö. 
Det har flitigt diskuterats huruvida Amanda haft någon motsvarighet i Stagnelius unga verklighet eller ej. Vissa har dock identifierat Constance Mathilda Jaquette Magnét med Amanda. Fredrik Böök ställde sig tvivlande till detta, men det tycks ha funnits en fast tradition inom släkten Hummerhielm som uttryckte sitt stöd för denna uppfattning, kanske med stöd av brev som sedermera brändes.